# Strigamia cephalica
Strigamia cephalica är en mångfotingart som beskrevs av Charles Thorold Wood 1862. Strigamia cephalica ingår i släktet Strigamia och familjen spoljordkrypare. Inga underarter finns listade i Catalogue of Life.